# Esteve Munràs

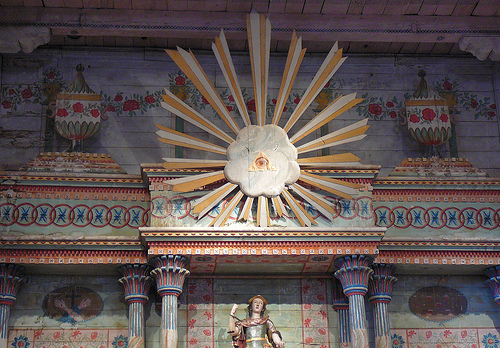
LOjo de Dios a l'altar de la Missió San Miguel Arcángel, pintat per Munràs a la dècada de 1820

Esteve Munràs   (Barcelona, 1798 - 1850) va ser un artista de Califòrnia nascut a Catalunya, conegut sobretot pels seus frescos de colors intensos que adornen l'església de la Missió San Miguel Arcángel a San Miguel, Califòrnia.

## Primers anys de vida
Munràs va néixer a Barcelona l'any 1798, fill de Salvador Munràs i Engràcia Estany. Després d'haver estudiat art, Munràs va emigrar de jove a l'Alta Califòrnia i finalment es va establir a la capital, Monterey.
Munràs era comerciant de pells de bestiar i sèu, productes que elaborava al seu Rancho San Vicente. Va construir la Casa Munràs, el primer edifici que es va construir fora de les muralles del Presidio Real de San Carlos de Monterey, on va establir una pròspera casa comercial annexa a la casa familiar. Munràs va importar mobles i articles de primera necessitat per a la llar dels primers colons de Monterey, la primera capital de Califòrnia. La seva dona, Caterina Manzanelli de Munràs (a vegades anomenada Catalina o Catarina Manzanelli y Ponce de León), va ser concessionària de Rancho Laguna Seca i Rancho San Francisquito .

## Carrera

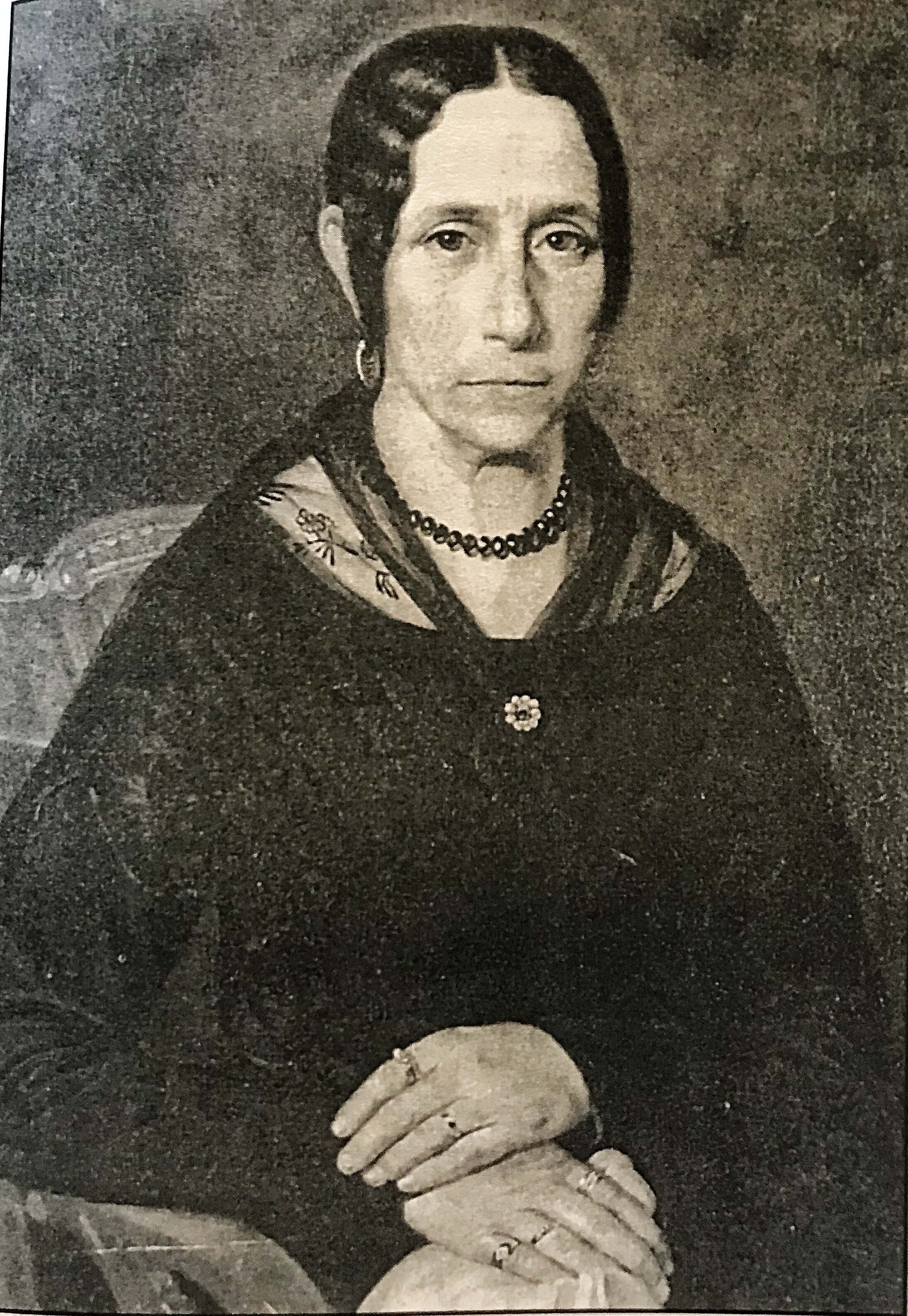
La dona de Munràs, Caterina Manzanelli de Munràs

A petició del sacerdot de la missió, el pare Joan Cabot, també natural de Barcelona, Munrás va viatjar a la Missió San Miguel Arcángel, al nord de Paso Robles, a la primeria de la dècada del 1820. Els coneguts "murals de Munràs" (escenes de temàtica religiosa de la Missió) van ser elaborats per pintors de la comunitat nadiua (salinans) sota la seva direcció.
Els seus dissenys reflecteixen els gustos neoclàssics de l'època, i el retaule major indica que l'artista coneixia l'estil de decoració de les esglésies mexicanes d'aquella època. L'interior s'ha mantingut intacte i s'ha conservat en l'estat original.
Munràs va morir el 1850 a Monterey. Seguint la seva última voluntat, la seva dona Caterina Munràs va convertir una part del seu Rancho San Vicente en una ciutat, i va fundar així Soledad, Califòrnia.

## Vida personal
Munràs estava casat amb Caterina Manzanelli y Ponce de León, amb qui va tenir diversos fills, entre els quals Concepció Munràs McKee.

## Presència actual a Monterey
Actualment, la ciutat de Monterey li té dedicat un carrer, Munras Avenue, que porta fins a la Casa Munras (avui, un restaurant i hotel).